# Igor Fisković
Igor Fisković (Orebići, 23. travnja 1944.), hrvatski akademik.

## Životopis
Rođen 1944. u Orebiću, studirao na Filozofskom Fakultetu u Zagrebu (Povijest Umjetnosti i Arheologija), gdje je do 2014. predavao kao redovni profesor Odsjeka Povijest umjetnosti iz razdoblja Srednji Vijek – te povremeno u Rijeci, Dubrovniku, Splitu i Mostaru. 
Kao istraživač u polju humanističkih znanosti od 1965. objavio je 10-ak knjiga te više od 400 studija i rasprava ili članaka. Bavio se topografijom spomenika u jadranskoj Hrvatskoj, vodio i arheološka iskopavanja, obrađivao problematiku razvoja sakralne arhitekture od 5. do 16. st. i mnoge kulturološke teme vezane uz analize svih vrsta figuralnih umjetnosti iz istog razdoblja. Napisao sintezne tekstove o likovnoj kulturi pojedinih epoha, prostornih zona i središta u primorju od Istre do Boke kotorske, proširivši znanja o urbanizmu i ikonologiji te o opusima uglednijih umjetnika iz humanističkog doba. Za Obrazovni program TV Zagreb od 1979. pisao je scenarije emisija o nacionalnoj umjetnosti i baštini, a za razne izdavače ili uredništva recenzirao mnoge knjige i specijalističke radove. Bio je voditeljem velikih tematskih izložbi u Zagrebu (Romaničko slikarstvo u Hr, Dominikanci u Hr, Tisuću godina hrvatske skulpture), interdisciplinarnih znanstvenih projekata s brojnim suradnicima, organizirao domaće i međunarodne znanstvene skupove a sudjelovao na mnogim srodnima u raznim centrima. Ostvario je više studijskih boravaka u stranim zemljama, bio gost-predavač na sveučilištima u SAD, te vanjski savjetnik ICMA u New Yorku, a nastavnik na više poslijediplomskih studija matičnog fakulteta i zagrebačkog sveučilišta uz mentorstva inim magistrantima i doktorantima. 
Također je bio član uredništava više stručnih časopisa, jedan od osnivača Hortus Artium Medievalium uz utemeljeni Institut u Motovunu, te vanjski urednik struke Likovne Enciklopedije Hrvatske I-II, sada član savjeta HBL u Leksikografskom Zavodu i izdanja Hrvatska i Europa u HAZU, savjeta udruge Pasionska baština, redovni član DPUH I ULUPUH. Uz temporalne dužnosti u tijelima znanstvenih institucija, vodio je restauratorsko-konzervatorske projekte. Zbog Domovinskog rata, 1992. osnovao je Restauratosku Radionicu u Dubrovniku i sudjelovao u podizanju srodnog redovnog studija na tamošnjem Sveučilištu kao i u Mostaru. Od 1992. Rukovodio je 5 godina Zavodom za zaštitu spomenika u Dubrovniku. 
Autor je elaborata na temelju kojeg je grad Korčula upisan u UNESCO-ovu Tentativnu listu svjetske baštine. Član Stručno-savjetodavne komisije Zavoda za obnovu Dubrovnika od 1986., te aktualnih komisija Dubrovačke biskupije i Društva prijatelja dubrovačkih starina, pridonio je rekonstrukciji stolne crkve i crkve Sv. Vlaha, i programirao niz zbirki crkvene umjetnosti u primorju. Posljednjih je godina pri Ministarstvu za kulturu RH presjedao Vijećem za kulturna dobra te Savjetom SICU u Zadru, a 2004. imenovan za pravog člana HAZU u punom radnom sastavu, djeluje u više njezinih odbora i kao voditelj Kabineta grafike. Redoviti je član Hrvatske akademije znanosti i umjetnosti.

## Nagrade i priznanja
Nagređen je 1987. nagradom Božidar Adžija za znanstveni rad, 1994. Poveljom Orebića, 2003. državnim odličjem Red Danice hrvatske s likom Marka Marulića, 2004. Nagradu HAZU “J. J. Strossmajer” za znanstveni rad u polju humanistike, 2005. Povelju Filozofskog fakulteta u Zagrebu., a 2010. Nagradu za životno djelo od Županije dubrovačko-neretvanske. Sabor RH dodijelio mu je 2014. Državnu Nagradu za životno djelo u znanosti, a po umirovljenju 2015. Imenovan je za Profesora emeritusa zagrebačkog Sveučilišta. 
Povodom sedamdesetogodišnjice života u Zagrebu mu je 2017. objavljen Zbornik "Scripta in honorem Igor Fisković" sa širom biografijom i bibliografijom do te godine.